# Glenea olbrechtsi
Glenea olbrechtsi är en skalbaggsart som beskrevs av Stefan von Breuning 1952. Glenea olbrechtsi ingår i släktet Glenea och familjen långhorningar. Inga underarter finns listade i Catalogue of Life.